# Salone dei Corazzieri

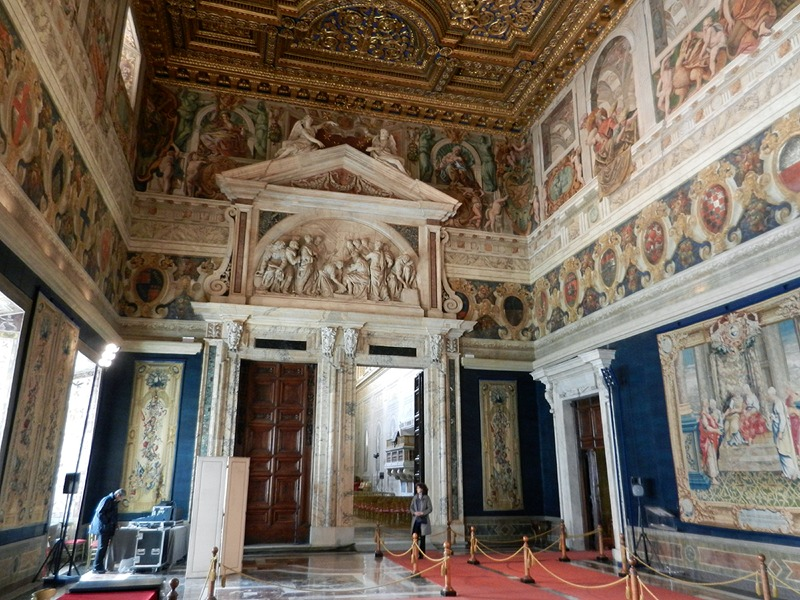
La sala dei Corazzieri

Il Salone dei Corazzieri (detto anche Sala Regia) è uno dei saloni di rappresentanza del Palazzo del Quirinale a Roma. La sala, sede un tempo delle ambascerie papali, è oggi usata dal Presidente della Repubblica per le più solenni cerimonie dello stato.

## Storia
Il salone venne progettato e realizzato dall'architetto Carlo Maderno nel 1616 sotto il pontificato di papa Paolo V. Fu pensato come sala regia dell'allora palazzo pontificio ovvero come sala del trono papale utile ad accogliere gli ambasciatori provenienti dagli altri stati del mondo che fossero in rapporti con lo Stato della Chiesa. Per questo motivo si progettò un impianto spettacolare per il locale.
La sala è rimasta intatta dal Seicento, con il caratteristico soffitto riccamente decorato e dorato ed il pavimento a marmi policromi che rispecchia perfettamente il disegno del soffitto e riporta l'opulenza presente nei portali marmorei, di cui il più significativo a doppia imposta si trova sul fondo e conduce alla Cappella Paolina, sormontato da una grande lunetta in marmo raffigurante l'episodio evangelico della Lavanda dei piedi, scolpita da Taddeo Landini nel 1578 originariamente per la Basilica di San Pietro e poi trasportata al Quirinale con la costruzione della sala nel 1616.
Il significato e la ricchezza della sala sta però negli affreschi della parte superiore delle pareti, realizzati tra il 1616 ed il 1617 dai pittori Agostino Tassi, Giovanni Lanfranco e Carlo Saraceni. Il fregio dipinto con i personaggi sporgenti a gruppi da una finta loggia, infatti, raffigurava otto ambascerie giunte a Roma da paesi lontani per rendere omaggio al pontefice, tema e stile che saranno ripresi nello Scalone degli Ambasciatori della Reggia di Versailles ed in altri palazzi nel mondo, sempre a sottolineare l'importanza dei rapporti internazionali. Tra le raffigurazioni si distinguono chiaramente gli inviati congolesi, persiani e giapponesi alla corte di Paolo V; particolarmente studiata è la figura dell'ambasciatore e samurai nipponico Hasekura Tsunenaga che venne ricevuto dal papa al Quirinale solo pochi mesi prima della realizzazione degli affreschi nella sala. Nei medaglioni alle pareti vennero invece rappresentati alcuni episodi delle "Storie di Mosè" con l'intento di creare un parallelismo tra la figura del patriarca degli antichi ebrei comparato al pontefice di Roma nei confronti della moderna cristianità.
La sala rimase inalterata per secoli e anche dopo l'unità d'Italia con il dominio dei Savoia vennero apportate solo minime modifiche come l'apposizione di un grande scudo crociato sabaudo al centro del soffitto ligneo che andò a sostituire lo stemma di Paolo V e la realizzazione di un secondo fregio sotto il precedente del XVII secolo, raffigurante questa volta gli stemmi delle principali città italiane, col fine di celebrare l'ormai avvenuta unificazione del paese.
Col regno di Vittorio Emanuele III, il salone conobbe un momento di decadenza: dapprima venne progettato in uso come pista di pattinaggio per la corte e successivamente, nel 1912, venne trasformato in un campo da tennis al coperto. Recuperato per usi di rappresentanza con l'avvento della Repubblica, il salone cambiò nome in Sala dei Corazzieri perché solitamente qui si riuniscono i corazzieri al servizio del presidente della repubblica. Alle pareti sono state apposte due serie di arazzi di fattura francese (raffigurante le storie di Psiche) e napoletana (raffigurante le vicende di Don Chisciotte).